# .earth
.earth là một tên miền cấp cao nhất dùng chung (gTLD) trong Hệ thống tên miền của Internet. Tên miền được bàn giao cho Interlink Co., Ltd. vào ngày 12 tháng 5 năm 2015.